# Ludvig 8. af Frankrig
Ludvig 8. (fransk: Louis VIII kaldet Ludvig Løven fransk: Louis le Lion; født 5. september 1187 i Paris, død 8. november 1226 i Montpensier) var konge af Frankrig fra 14. juli 1223 til sin død. Han var søn af Filip 2. August af Frankrig og Isabella af Hainaut.
Han ligger begravet i Saint-Denis Basilikaen.

## Kronprins og modkonge i England
Kun 12 år gammel blev han i 1200 gift med Blanka af Kastilien som resultat af en aftale mellem Kong Filip 2. August af Frankrig og Blankas onkel Kong Johan af England.
Som prins ledede han i 1216 en invasion af England efter at baronerne, som havde gjort oprør mod kong Johan tilbød ham den engelske trone. Han blev udråbt til konge af England i London i maj 1216. Sommeren 1216 kontrollerede Ludvig mere end det halve af England, og den skotske konge Alexander 2. anerkendte ham som sin nye overherre i stedet for Johan. Men Ludvig opnåede aldrig at blive kronet som engelsk konge.
Efter kong Johans død forlod stadig flere af Ludvigs støtter ham til fordel for Johans søn Henrik 3. I 1217 opgav Ludvig kampen om den engelske trone og skrev under på Lambeth-traktaten, hvorved han accepterede, at han aldrig havde været retmæssig konge af England.

## Konge af Frankrig
Ludvig 8. efterfulgte sin far Filip 2. August som konge af Frankrig ved dennes død 14. juli 1223. Han blev kronet samme år i Reims. Som konge videreførte han krigen mod Henrik 3. på fransk jord ved at angribe den engelske konges franske besiddelser. I 1226 ledede han et hærtog mod grevskabet Toulouse. Toulouse var formelt set et len under den franske krone, men den lokale greve Raymond 7. var blevet bandlyst af Den katolske kirke fordi han tolererede katharerne. Felttoget blev regnet som en succes men fik ingen varig betydning bortset fra, at kongen på vejen indtog byen Avignon, som dermed kom til at høre under den franske konge i stedet for den tysk-romerske kejser. Efter hjemkomsten til Paris blev Kong Ludvig syg af dysenteri, han døde 8. november 1226 på slottet i Montpensier i Auvergne. Han blev gravlagt i Saint-Denis Basilikaen uden for Paris.

## Ægteskab og børn
Gift i år 1200 med Blanka af Kastilien (1188-1252)
Børn:
1. Blanka (1205 – døde kort efter).[1]
2. Filip (9. september 1209 – før juli 1218), forlovet i juli 1215 med Agnes af Donzy.
3. Alfons (f. and d. Lorrez-le-Bocage, 26. januar 1213), tvilling til Johan.
4. Johan (f. and d. Lorrez-le-Bocage, 26. january 1213), tvilling til Alfons.
5. Ludvig 9. (Poissy, 25. april 1214 – 25. august 1270, Tunis), konge af Frankrig efter sin far.
6. Robert, (25. september 1216 – 9. februar 1250, dræbt under Slag, Manssurah, Egypten), greve af Artois.
7. Filip (20. februar 1218 – 1220).[2]
8. Johan (21. juli 1219 – 1232), greve af Anjou og Maine; forlovet i marts 1227 med Yolanda af Bretagne.
9. Alfons (Poissy, 11. november 1220 – 21. august 1271, Corneto), greve af Poitou og Auvergne, og gennem ægteskab, greve af Toulouse.
10. Filip Dagobert (20. februar 1222 – 1232[3]).
11. Isabella (marts 1224[4] – 23. februarr 1270).
12. Stefan (slutningen af 1225[5] – begyndelsen af 1227[6]).
13. Karl 1. Sicilien (21. marts 1226 – 7. januar 1285), greve af Anjou and Maine, gennem ægteskab greve af Provence og Folcalquier, og konge af Sicilien.